# Zieltonen
Zieltonen (Engels: Soul Music) is het zestiende boek uit de Schijfwereld-serie van de Britse schrijver Terry Pratchett.

## Verhaal
Gitarist Imp Y Celyn (noem me maar Buddie), drummer Malm, later Klif Blauwsteen de trol en blazer Govd Govdsen de dwerg richten de Bonk- en Rotsmuziekgroep De Bonkband op. De muziekgroep wordt erg populair in Ankh-Meurbork.
Ondertussen zwerft De Dood wat rond nadat zijn aangenomen dochter IJzebel en haar man Hein zijn gestorven. Suzan van Sto Hielet, dochter van Hein en IJzebel, neemt met de hulp van Albert de taken van haar grootvader over. Ze wordt verliefd op Imp en probeert hem te redden van een jonge dood.